# Polygonum densiflorum
Polygonum densiflorum là một loài thực vật có hoa trong họ Rau răm. Loài này được Blume miêu tả khoa học đầu tiên năm 1826.